# 大矢浩一
大矢浩一（おおや こういち、1966年（昭和41年）3月22日 - ）は、日本の囲碁棋士。東京出身、小林光一名誉棋聖門下、日本棋院所属、九段。NEC俊英囲碁トーナメント戦優勝、本因坊戦リーグ1期など。

## 経歴
1975年日本棋院院生となる。1980年入段。18歳の時に独立。1984年留園杯準優勝。1985年大手合二部3等、五段。同年34勝5敗、17連勝、天元戦本戦入りの成績で棋道賞新人賞受賞。この頃土曜木谷会を通じて、大学囲碁部員と交流を深める。1986年棋戦戦五段戦準優勝、新鋭トーナメント戦準優勝、新人王戦ベスト4、六段。1989年NHK杯テレビ囲碁トーナメントベスト8。
1993年NEC俊英囲碁トーナメント戦決勝で柳時熏を下して優勝、木谷實一門の仁風会による若手と院生参加の第1回鳳雛戦で優勝。1993年新人王戦ベスト4、NECカップ囲碁トーナメント戦ベスト8。1994年新人王戦ベスト4、碁聖戦ベスト8。1995年八段、JT杯星座囲碁選手権戦牡羊座優勝。1998年八段戦準優勝。1998年王座戦決勝に進出し、王立誠に敗れる。2000年本因坊リーグ入りし2勝5敗、プロアマ混合棋戦の第1回鳳凰杯オープントーナメント戦優勝。2006年竜星戦ベスト4。2001年九段。2015年Over40早碁トーナメント戦ベスト4。
1993年『週刊碁』の「定石前戦異変あり」欄、『棋道』誌の「手合ズームアップ」欄（-1995年）を担当。『棋道』では1996年「話題局選」、1997年「大矢浩一のこの碁に注目」、1998年「韓国の常識」欄を担当。2012年から『碁ワールド』誌で「新手新型研究所」、2014年から「大矢布石研究所」欄を連載。若手棋士の研究会新星会に参加し、1993-95、97-2000年には韓国若手棋士と対抗戦を幹事役として行う。
通算成績は808勝520敗6持碁（2024年11月12日時点）。

## 主な棋歴
- NEC俊英囲碁トーナメント戦 優勝 1993年
- 鳳凰杯オープントーナメント戦 優勝 2000年
- 留園杯争奪早碁トーナメント戦 準優勝 1984年
- 新鋭トーナメント戦 準優勝 1986、92年
- 棋聖戦 五段戦準優勝 1986年、八段戦準優勝
- 本因坊戦リーグ 2000年
- JT杯星座囲碁選手権戦 牡羊座優勝 1995年
- 日中囲碁交流
  - 1987年 2-0 張文東、0-2 兪斌
  - 1990年 0-2 廖桂永 1-0 楊暉